# Punctelia graminicola
Punctelia graminicola é uma espécie de líquen folioso (semelhante a uma folha) da família Parmeliaceae [en]. Cresce principalmente em rochas e, menos frequentemente, em cascas de árvores na América do Norte, América do Sul e África Oriental. Seu talo, de coloração azul-acinzentada, mede até cerca de 15 cm de diâmetro e é coberto por minúsculos poros chamados pseudocifelas. Em alguns casos, o líquen forma pequenos lobos que se projetam da superfície. Os apotécios são raros nesta espécie; quando presentes, assemelham-se a pequenas taças com um disco interno marrom, medindo de 3 a 10 mm de diâmetro. Uma espécie semelhante, Punctelia hypoleucites, não pode ser facilmente distinguida de Punctelia graminicola apenas pela aparência ou habitat; essas espécies só podem ser diferenciadas de forma confiável pelo exame do comprimento de seus conídios (esporos assexuados).
Descrito formalmente em 1942 a partir de espécimes coletados no Novo México pelo Irmão Arsène Brouard, o holótipo, armazenado em Dunquerque, foi destruído durante a Segunda Guerra Mundial. Após isso, o nome foi considerado sinônimo de Punctelia subrudecta. Em 1980, a espécie passou a ser chamada Parmelia semansiana após estudos de William Culberson e Chicita Culberson; alguns anos depois, foi transferida para o novo gênero Punctelia [en], criado para abrigar espécies semelhantes a Parmelia [en] com pseudocifelas na superfície do talo. O nome mudou novamente em 2001, quando algumas coleções de Brouard foram resgatados do descarte em um aterro sanitário local. Entre esse material, havia duplicatas da coleção original que usavam o epíteto graminicola.

## Taxonomia
O líquen foi formalmente descrito em 1942 como uma nova espécie pelo liquenologista francês Maurice Bouly de Lesdain, sob o nome Parmelia graminicola. Os holótipos foram coletados pelo Irmão Arsène Brouard, um monge católico da ordem dos Irmãos de La Salle, em 1935, em dois locais próximos a Las Vegas, Novo México, a uma altitude de 1900 m. O epíteto específico graminicola sugere uma associação próxima com gramíneas, já que gramini refere-se à família de gramíneas Gramineae, enquanto o sufixo -cola indica um habitante, geralmente usado para sugerir o habitat. No entanto, Bouly de Lesdain observou que o líquen foi encontrado crescendo sobre musgos e a planta Selaginella. Bouly de Lesdain manteve esse material, junto com outras coleções enviadas por Brouard, em seu herbário particular em Dunquerque. O herbário foi destruído durante o bombardeio de Dunquerque na Segunda Guerra Mundial, e suas coleções foram perdidas. Após a perda do holótipo, o nome Parmelia graminicola foi frequentemente considerado sinônimo de Punctelia subrudecta. Na descrição original de Parmelia graminicola, Bouly de Lesdain destacou sua semelhança com P. subrudecta.
Em 1980, William e Chicita Culberson relataram diferenças no comprimento dos conídios em populações de Parmelia hypoleucites coletadas no Arizona e no México. Eles observaram que os morfos de conídios longos (P. hypoleucites) cresciam em cascas e tinham distribuição restrita às florestas das terras altas mexicanas, enquanto os morfos de conídios curtos cresciam em rochas e eram amplamente distribuídos no centro-sul da América do Norte, com poucas ocorrências nas regiões dos morfos de conídios longos. Eles usaram esse dimorfismo para distinguir o morfo de conídios curtos como uma espécie distinta, P. semansiana, usando o maior dos espécimes de Müller como o tipo dessa nova espécie. Hildur Krog transferiu Parmelia semansiana e outras 21 espécies de Parmelia com pseudocifelas arredondadas (puntiformes) para o gênero recém-circunscrito Punctelia em 1982.
Em 2001, após Robert Shaw Egan descobrir que algumas coleções de Brouard foram resgatados do descarte em um aterro sanitário local no Novo México, os espécimes foram transferidos para a Universidade Estadual do Arizona e organizados. Entre os liquens, havia espécimes coletados em 1935 próximos à represa de Chimayó, no mesmo período e local de alguns dos espécimes que basearam a descrição de Parmelia graminicola; Egan sugeriu que são isótipos (duplicatas do holótipo) ou isosintipos (duplicatas de sintipos) dos espécimes originais. Verificou-se então que P. semansiana era idêntica a P. graminicola.

## Descrição
O talo de Punctelia graminicola mede de 3,0 a 14,5 cm de diâmetro. É composto por lobos irregularmente ramificados, muitas vezes aglomerados ou sobrepostos, com 2 a 4 mm de largura. A superfície superior do talo é azul-acinzentada a verde-acinzentada, frequentemente com margens marrons, e geralmente lisa, sem pruína. Espécimes de herbário tendem a ficar marrons. As pseudocifelas na superfície do talo variam de poucas a abundantes. Elas têm formato circular a irregular, medindo 0,03–0,6 por 0,03–0,4 mm. A medula é branca. Propágulos como isídios [en] ou sorédios estão ausentes nesta espécie, mas às vezes o líquen forma lobos pequenos (lacinulae) nas margens dos lobos que se projetam da superfície. Adriano Spielmann e Marcelo Marcelli observaram que Punctelia graminicola tem um conceito de espécie amplo, pois inclui indivíduos com e sem lacinulae. A face inferior do talo varia de bege claro a marrom claro ou médio, com rizinas esparsas de cor clara. Essas rizinas são completamente cobertas por um córtex.
O córtex superior é paraplectenquimatoso, ou seja, composto por um tipo de tecido em que as hifas estão orientadas em todas as direções, análogo ao parênquima das plantas. Dependendo das dimensões do talo, o córtex superior tem de 3 a 7 células de espessura. Ele é formado por três camadas distintas: a camada superior é composta por células pequenas e arredondadas que entram em contato com o epicórtex; a camada inferior é organizada em duas subcamadas de células maiores, de paredes mais espessas e aparência gelatinosa. Cobrindo o córtex superior, há um epicórtex fino, contínuo mesmo sobre as pseudocifelas. As pseudocifelas são formadas de dentro para fora do talo. Hifas na medula organizam-se em grupos circulares em locais específicos do talo; esses grupos empurram as células algais em direção ao córtex superior, rompendo o córtex e o epicórtex e expondo a medula. O tamanho do poro aumenta gradualmente à medida que as células corticais ao redor do perímetro interno se desintegram e as hifas medulares crescem na área do poro.

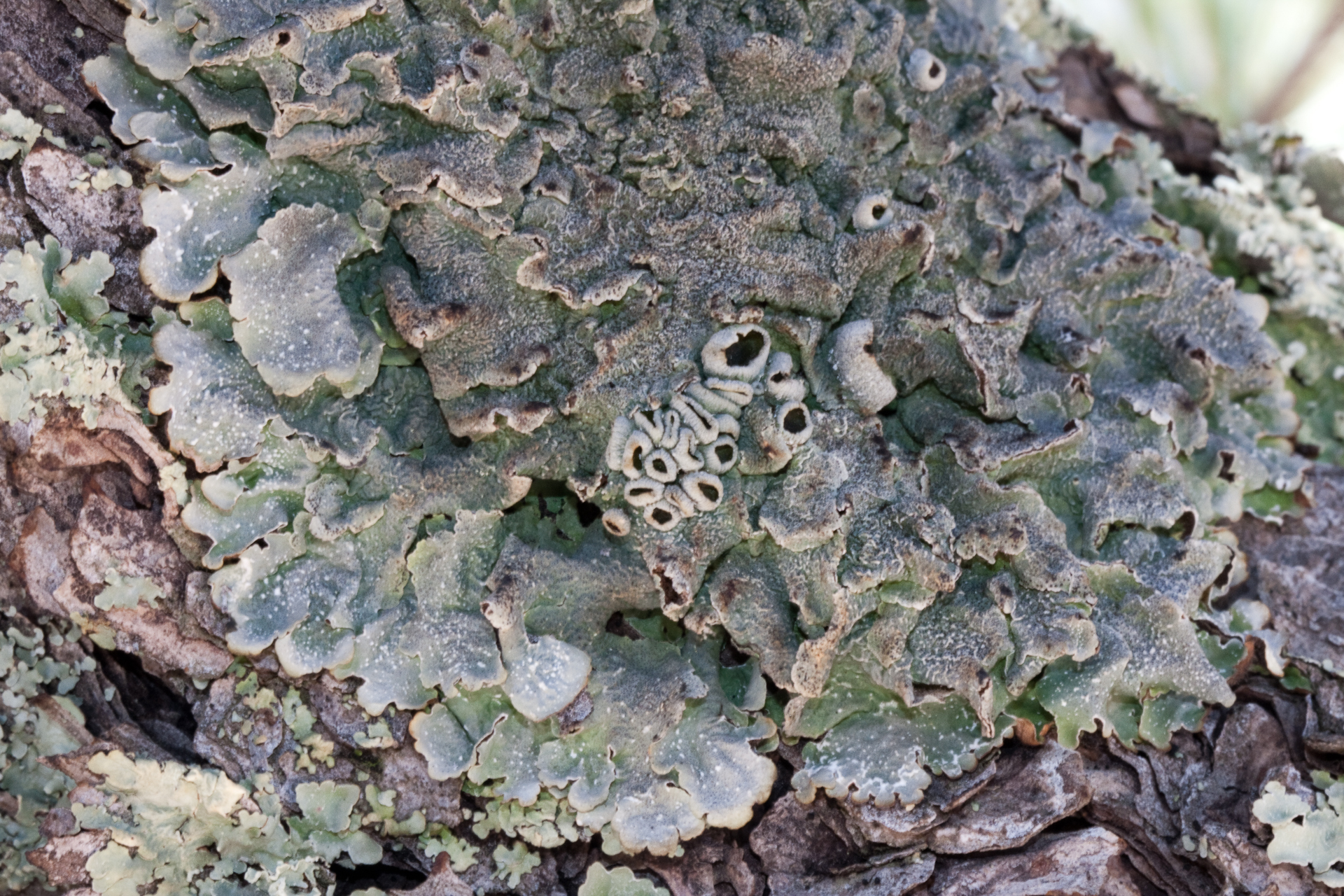
Punctelia hypoleucites, mostrada aqui, pode ser distinguida de P. graminicola por características microscópicas.

Punctelia graminicola ocasionalmente produz apotécios, embora estejam ausentes ou imaturos em alguns indivíduos. Eles têm formato de taça com um disco marrom, medindo de 3 a 10 mm de diâmetro. Frequentemente, há pseudocifelas abundantes nas margens dobradas dos apotécios. Os esporos são mais ou menos esféricos a amplamente elipsoides, hialinos, e medem 7–14 por 6–9 μm. Dependendo do indivíduo, os picnídios podem ser raros ou abundantes. Eles estão imersos na superfície do talo, assemelhando-se a pontos marrons a pretos. Produzem conídios que geralmente são em forma de bastões curtos e translúcidos, com comprimento de 5–6 por 1 μm; em raras ocasiões, os conídios têm forma de gancho (unciformes).
Os resultados esperados do teste químico padrão com cloreto de potássio para Punctelia graminicola no córtex superior é uma reação com coloração amarela; o córtex contém atranorina como componente menor ou traço, e cloroatranorina em quantidades vestigiais. Na medula, a reação é uma coloração vermelha com hipoclorito de sódio, indicando a presença de ácido lecanórico.

### Espécies semelhantes
Punctelia hypoleucites é bastante semelhante em aparência e pode ser distinguida de Punctelia graminicola pelo comprimento de seus conídios (11–12 μm). Diferentemente de Punctelia graminicola, que cresce em rochas e, menos frequentemente, em cascas, Punctelia hypoleucites cresce apenas em cascas.

## Habitat e distribuição
Punctelia graminicola cresce em rochas ou em musgos que estão sobre rochas. O líquen foi registrado crescendo em uma ampla variedade de rochas: basalto, conglomerado, granito, calcário, riolito, arenito, xisto e rochas vulcânicas. Menos frequentemente cresce em cascas. Os substratos de casca registrados incluem Fouquieria, Cupressus e Quercus. Nos Estados Unidos, Punctelia graminicola ocorre no centro do país até os Apalaches. É comum na região das Grandes Planícies, estendendo-se até o sudoeste do país. Os Culberson observam que, nos EUA, o líquen é comumente encontrado em árvores apenas no centro de sua distribuição, enquanto nas periferias é amplamente confinado a rochas. Eles sugerem que o líquen "é primariamente adaptado à vida em rochas, estendendo a tolerância ao substrato para cascas apenas nas condições ecológicas mais favoráveis".
No México, Punctelia graminicola está amplamente distribuído nas partes norte e central do país. Sua abrangência continua ao sul, na América Central. Na América do Sul, sua distribuição inclui Argentina e Brasil. Na África Oriental (onde foi registrado como P. semansiana), é raro; é conhecido na Etiópia, Quênia e Tanzânia.